# 志田義信
志田 義信（しだ よしのぶ、1906年（明治39年）5月25日 - 1969年（昭和44年）12月29日）は、昭和期のジャーナリスト、政治家。衆議院議員。山形県出身。

## 経歴
父・志田儀助は現在の山形県飽海郡遊佐町上小松村の志田奎吾家に生まれ、若年で北海道に渡り札幌近郊で開拓に従事した。札幌の旧制中学校を卒業後、早稲田大学政治経済科に進学した。浅沼稲次郎らと農民運動に加わり、機関誌『奥羽労農』を主宰して農地解放を主張。1927年（昭和2年）早大大山郁夫教授解職事件で大学を退校となった。
その後、時事新報社記者、中外商業新報社政治部記者、東亜研究所嘱託、中華航空総裁附嘱託、日本観光取締役、日観興業取締役、堀野組取締役などを務めた。
戦後、日本自由党に入党し、父の故郷からの代議士への立候補の準備を行う。1947年（昭和22年）4月、第23回衆議院議員総選挙で山形県第2区から日本自由党公認で出馬し、主に遊佐と酒田市の支持者からの支援を受けたが落選。その後、さらに支持者の獲得に尽力し、1949年（昭和24年）1月の第24回総選挙に民主自由党公認で出馬して第1位で当選し、衆議院議員に1期在任した。この間、民主自由党副幹事長、国土開発審議会委員などを務めた。その後、第25回、第26回、第28回、第29回総選挙に立候補したが、いずれも落選した。
その他、綜合北方文化研究会監事、大東亜学寮常任理事、日華協会理事、両羽朝日新聞社東京支社長、メトロ興業取締役、新日本観光 (株) 参与、帝都高速度交通営団参与、自由民主党山形県連顧問、同党同志会常任理事なども務めた。